# Список втрат у боях за Сєвєродонецьк (2022)
У статті наведено поіменні втрати в боях за Сєвєродонецьк у 2022 році.

## Поіменний перелік

### Україна

#### Березень
1. Семенюк Олексій Миколайович, молодший сержант, оператор розрахунку ППРК «Стугна-П» взводу протитанкових керованих ракет протитанкового артилерійського дивізіону 57 ОМПБр (5 березня)[1].

#### Травень
1. Кожушко Олександр Сергійович (солдат) старший бойовий медик

#### Червень
1. Баранов Олександр Миколайович, старший солдат, військовослужбовець 15-го ОП НГУ (1 червня)[2][3].
2. Назарук Юрій Володимирович, майор Головного управління розвідки Міністерства оборони України (2 червня)[4].
3. Джордан Ґетлі, військовослужбовець спеціального підрозділу Інтернаціонального легіону територіальної оборони України (5 червня)[5].
4. Жержевський Сергій Олександрович, старший солдат, командир роти батальйону «Свобода» (6 червня)[6].
5. Чеканюк Іван («Котигорошко»), військовослужбовець Аеророзвідки (8 червня)[7].
6. Кузьменко Юрій («Кузя»), військовик батальйону «Свобода» (11 червня)[8].
7. Лізавенко Дмитро («Ліза»), військовослужбовець в/ч 3028 Нацгвардії (11 червня)[9].
8. Кривуля Сергій Олександрович, штаб-сержант, військовослужбовець Легіону Свободи (13 червня)[10].
9. Олексій Чубашев В боях за Сєвєродонецьк загинув Олексій Чубашев. Шлях героя
10. Ус Анатолій Вікторович, старший солдат, оператор групи спеціального призначення ЗС України (підрозділ — не уточнено), 15 червня[11][12].
11. Федоренко Іван Сергійович, старший солдат, зв'язківець 8-го полку оперативного призначення НГУ (16 червня)[13][14].
12. Андрійчук Володимир, військовик батальйону «Свобода» (18 червня)[15].

### Росія

#### Травень
1. Гейбо Анатолій Сергійович, бойовик угрупування «ЛНР» (14 травня)[16].
2. Мамієв Відаді Асафович, сержант, військовослужбовець 31-ї окремої десантно-штурмової бригади (19 травня)[17].
3. Хамхоєв Адам Єрахович, капітан, командир десантно-штурмової роти 31-ї окремої десантно-штурмової бригади (20 травня)[18].
4. Макарцев Павло Олександрович, сержант, бойовик угрупування «ЛНР» (24 травня)[19].
5. Дуднік Олександр Іванович, найманець загону «Дон» (31 травня)[20].

#### Червень
1. Іванов Юрій Володимирович, розвідник, 7-ма ОМСБр (1 червня)[21].